# Katerythrops oceanae
Katerythrops oceanae är en kräftdjursart som beskrevs av Holt och W. M. Tattersall 1905. Katerythrops oceanae ingår i släktet Katerythrops och familjen Mysidae. Inga underarter finns listade i Catalogue of Life.